# Териберская волость
Тери́берская во́лость — административно-территориальная единица в составе Александровского и Мурманского уездов Архангельской губернии, а также Мурманской губернии РСФСР с центром в колонии Териберка, существовавшая в 1912—1927 годах.
Териберская волость в составе Александровского уезда была образована 1 января 1912 года путём выделения из Кольско-Лопарской волости.
К концу апреля 1920 года Териберская волость делилась на следующие сельсоветы: Восточно-Лицкий, Гавриловский, Захребетнинский, Кильдинский, Рындский, Териберский, Харловский и Шельпинский. 1 июня 1920 года из части территории Териберской волости была образована Александровская волость с  передачей населённых пунктов Алаш‑Камень, Антоновка, Белокаменка, Ваенга, Волоковая, Грязная Губа, Дворы, Зеленцы, Красная Щель, Кулоньга, Ловча, Околий Ручей, Оленья Губа, Пала‑Губа, Платоновка, Росляково, Сайда-Губа, Торос‑Остров, Тюва-Губа.
11 августа того же года были упразднены Териберский и Шельпинский с/с.
В 1921 году Териберская волость вошла в новую Мурманскую губернию.
На рубеже 1923—1924 годов был восстановлен Териберский с/с.
1 августа 1927 года Териберская волость была упразднена. Вся её территория вошла в Териберский район.